# Stenectoneura margarita
Stenectoneura margarita är en kackerlacksart som först beskrevs av Johann Gottlieb Otto Tepper 1895.  Stenectoneura margarita ingår i släktet Stenectoneura och familjen småkackerlackor. Inga underarter finns listade i Catalogue of Life.